# Thrift Shop
Singles de Macklemore et Ryan Lewis
Wings
(2011) Same Love
(2012)
Thrift Shop (en français « friperie ») est une chanson du rappeur américain Macklemore et du producteur Ryan Lewis, avec la voix du chanteur Wanz. Elle est publiée le 28 août 2012 en tant que cinquième et dernier single extrait de son deuxième album The Heist. Le single sort sous le label indépendant de Macklemore.

## Composition
La chanson raconte l'intérêt de Macklemore pour l'achat de vêtements bon marché, pendant que le dédain de marques de créateur et des tendances populaires bat son plein. Il prétend aimer revêtir « les vêtements de votre grand-père » parce que « c'était à 99 cents ».

## Clip vidéo
Le clip a été mis en ligne sur YouTube sur la chaîne de Ryan Lewis le 29 août 2012. Il a été réalisé par Jon Jon Augustavo, Macklemore et Ryan Lewis. La vidéo a été vue 1 361 231 330 fois le 6 novembre 2019 à 13:57 (GMT-5) (le clip rentre donc dans le cercle des videos à plus d'un milliard de vues) sur YouTube.

## Crédits
- Auteur-compositeur – Ben Haggerty
- Producteur – Ryan Lewis
- Voix – Ben Haggerty, Wanz, Brooklyn Grinnell

## Classements et certifications
| Classement (2012)                       | Meilleure position |
| --------------------------------------- | ------------------ |
| Allemagne (Media Control AG)            | 2                  |
| Australie (ARIA)                        | 1                  |
| Autriche (Ö3 Austria Top 40)            | 2                  |
| Belgique (Flandre Ultratop 50 Singles)  | 1                  |
| Belgique (Wallonie Ultratop 50 Singles) | 1                  |
| Canada (Hot 100)                        | 1                  |
| Tchéquie (IFPI Rádio)                   | 4                  |
| Danemark (Tracklisten)                  | 1                  |
| Espagne (PROMUSICAE)                    | 12                 |
| États-Unis Billboard Hot 100            | 1                  |
| États-Unis (Pop Airplay)                | 1                  |
| États-Unis (Rap Songs)                  | 1                  |
| États-Unis (R&B/Hip-Hop Songs)          | 1                  |
| Finlande (Suomen virallinen lista)      | 1                  |
| France (SNEP)                           | 1                  |
| France (Club 40)                        | 2                  |
| Grèce                                   | 1                  |
| Hongrie (Dance Top 40)                  | 4                  |
| Hongrie (Rádiós Top 40)                 | 9                  |
| Irlande (IRMA)                          | 1                  |
| Israël (Media Forest)                   | 1                  |
| Italie (FIMI)                           | 2                  |
| Liban (Lebanese Top 20)                 | 1                  |
| Norvège (VG-lista)                      | 1                  |
| Nouvelle-Zélande (RMNZ)                 | 1                  |
| Pays-Bas (Nederlandse Top 40)           | 1                  |
| Pays-Bas (Single Top 100)               | 1                  |
| Pologne (Dance Top 50)                  | 14                 |
| Roumanie (Top 100)                      | 1                  |
| Royaume-Uni (UK Singles Chart)          | 1                  |
| Royaume-Uni (UK R&B Chart)              | 1                  |
| Slovaquie (IFPI Rádio)                  | 17                 |
| Suède (Sverigetopplistan)               | 2                  |
| Suisse (Schweizer Hitparade)            | 1                  |

| Classement (2012) | Position |
| ----------------- | -------- |
| Australie         | 9        |

| Pays             | Organisme    | Certification | Vente     |
| ---------------- | ------------ | ------------- | --------- |
| Allemagne        | BVMI         | 3 × Or        | 450 000   |
| Australie        | ARIA         | 9 × Platine   | 630 000   |
| Autriche         | IFPI         | Platine       | 30 000    |
| Belgique         | BEA          | Or            | 15 000    |
| Canada           | Music Canada | 8 × Platine   | 640 000   |
| Danemark         | IFPI         | 4 × Platine   | 120 000   |
| États-Unis       | RIAA         | 7 × Platine   | 7 103 000 |
| France           | SNEP         | Platine       | 200 000   |
| Italie           | FIMI         | Platine       | 30 000    |
| Norvège          | IFPI         | 8 × Platine   | 80 000    |
| Nouvelle-Zélande | RIANZ        | 4 × Platine   | 60 000    |
| Royaume-Uni      | BPI          | Platine       | 745 000   |
| Suède            | GLF          | 4 × Platine   | 160 000   |
| Suisse           | IFPI         | 2 × Platine   | 60 000    |